# Mimosa niederleinii
Mimosa niederleinii är en ärtväxtart som beskrevs av Arturo Erhardo Erardo Burkart. Mimosa niederleinii ingår i släktet mimosor, och familjen ärtväxter.

## Underarter
Arten delas in i följande underarter:
- M. n. niederleinii
- M. n. pseudolepidota